# Willis Reed
Willis Reed Jr. (ur. 25 czerwca 1942 w Hico, Luizjana, zm. 21 marca 2023) – amerykański koszykarz, środkowy. Dwukrotny mistrz NBA. Członek Basketball Hall of Fame.

## Życiorys
Mierzący 206 cm wzrostu koszykarz studiował na Grambling State University. Do NBA został wybrany w drafcie 1964 przez New York Knicks. W tej drużynie spędził całą karierę (1964–1974). W pierwszym sezonie został wybrany debiutantem roku. Początkowo grał głównie jako silny skrzydłowy, później został przekwalifikowany na centra. Koszykarz leworęczny. 
W sezonie 1968/1969 zajął drugie miejsce w głosowaniu na MVP fazy zasadniczej. Rok później został już MVP rozgrywek. W tym samym roku zdobył swój pierwszy tytuł mistrzowski, ponownie wywalczył go w 1973. W obu wypadkach wybierano go MVP finałów. Do legendy przeszło zwłaszcza siódme spotkanie finałowe w 1970 – Reed grał z kontuzją, ale zdominował pod tablicami Wilta Chamberlaina.
Siedem razy brał udział w meczu gwiazd NBA. W 1996 znalazł się wśród 50 najlepszych graczy występujących kiedykolwiek w NBA. Po przedwczesnym (problemy zdrowotne) zakończeniu kariery pracował jako trener, m.in. w Knicks (1977–78) oraz New Jersey Nets (1988–89). Willis Reed był wysoki i szeroki zarazem, w sezonie 1969/1970 siła zespołu oparta była na jego umiejętnościach i na tym, co potrafił Walt Frazier. New York Knicks, którymi z ławki szkoleniowej dyrygował Red Holzman, byli prekursorem nowoczesnego podejścia do gry w ataku. 
Łącznie na parkietach NBA zdobył 12183 punktów i 8414 zbiórek.

## Osiągnięcia

### College
- Mistrz:
  - NAIA (1961)
  - konferencji Southwestern Athletic (1963-64)
- Zaliczony do:
  - I składu NAIA All-American (1963–1964)
  - Galerii Sław:
    - Koszykówki NAIA (1970)[7]

  - Legend Sportu Grambling  (2009)
  - Akademickiej Galerii Sław Koszykówki (2006)[8]
- Lider strzelców turnieju NAIA (1963)

### NBA
- dwukrotny mistrz NBA (1970, 1973)[9]
- Wicemistrz NBA (1972)[9]
- MVP:
  - sezonu regularnego NBA (1970)[10]
  - finałów NBA (1970, 1973)[9]
  - meczu gwiazd NBA (1970)[11]
- Debiutant Roku NBA (1965)[12]
- 7-krotny uczestnik meczu gwiazd NBA (1965–1971)[13]
- Wybrany do:
  - I składu:
    - NBA (1970)[14]
    - defensywnego NBA (1970)[15]
    - debiutantów NBA (1965)[16]

  - II składu NBA (1967–1969, 1971)[14]
  - grona 50 najlepszych zawodników w historii NBA (NBA’s 50th Anniversary All-Time Team – 1996)[17]
  - składu najlepszych zawodników w historii NBA, wybranego z okazji obchodów 75-lecia istnienia ligi (2021)[18]
  - Koszykarskiej Galerii Sław (Naismith Memorial Basketball Hall Of Fame - 1982)[19]
- Klub Knicks zastrzegł należący do niego w numer 19[20]

### Reprezentacja
- Mistrz igrzysk panamerykańskich (1963)[21]
- Uczestnik mistrzostw świata w 1963 roku (4 miejsce)[22]

### Trenerskie
- Trener drużyny Zachodu podczas meczu gwiazd Legend NBA (1990)[23]